# 덴진야마촌
덴진야마촌(天神山村)은 지바현 기미쓰군에 일찍이 존재했던 촌이다. 현재의 훗쓰시 남부에 해당한다.

## 역사
- 1889년 4월 1일 - 정촌제 시행에 의해 아마하군 덴진야마촌이 성립하였다.
- 1897년 4월 1일 - 아마하군이 통합에 의해 기미쓰군이 되었다.
- 1955년 3월 31일 - 미나토정, 다케오카촌, 가나야촌과 합병해, 덴진야마정이 신설되어, 동일 덴진야마촌은 폐지되었다.

## 교통

### 철도
- 일본국유철도 (→ 동일본 여객철도)
  - 가사라즈선

### 도로
- 국도 제127호선